# PCC-Stadion
Het PCC-Stadion is een voetbalstadion in het stadsdeel Homberg in de Duitse stad Duisburg. In het stadion speelt VfB Homberg haar thuiswedstrijden.
Het stadion draagt de naam van hoofdsponsor PCC. Behalve VfB Homberg speelt ook het vrouwenteam van MSV Duisburg, uitkomend in de Bundesliga in dit stadion.
Het PCC-Stadion is in gebruik sinds 2003. Het stadion heeft een overdekte hoofdtribune waar 800 mensen kunnen plaatsnemen. De totale capaciteit is 3.000 plaatsen. 
Na de promotie naar de Regionalliga West moest er een gastenvak worden ingericht. Dit gastenvak ligt aan de overkant en is afgeschermd met hekken.
Achter de tribune liggen twee kunstgrasvelden.